# ベッジ・パードン
『ベッジ・パードン』は、三谷幸喜作・演出による日本の演劇作品。

## 概要
2011年6月6日から7月31日まで、世田谷パブリックシアターにて上演された。元はディープな展開を予定していたが、同年3月11日の東日本大震災の際に上演していた『国民の映画』が最も重くてディープな作品だったので、こんな時にこそお客様を笑わせたいという気持ちで、三谷は脚本の内容を変更した。男女の出会いから別れを描く、三谷作品でも珍しい恋愛作品になった。
なお、公演時に販売していたパンフレットの代金は、全額が東日本大震災の義援金に当てられた。
起点はシスカンパニーから「野村萬斎で現代劇を」と依頼をしてきた際、英国留学時代の夏目漱石を思いついた。萬斎もロンドン留学経験があり、その時の経験が劇中にいくつか出てくる。
浅野和之は前年の舞台『叔母との旅』で10役を演じたが、本作ではそれを上回る11役を担当した。夏目がロンドンで出会うほとんどの人物が同じ顔という設定になっている。
大泉洋が、所属している劇団のTEAM NACSと劇団イナダ組以外の舞台公演に出演するのは、本作が初めてであった。

## あらすじ
1900年。ロンドンのフロッド・ロードの一角にあるブレット家3階に引っ越してきた金之助は、下宿先のブレッド夫妻や下の階に住む日本人のソータロ、そして使用人のベッジと出会う。
そんなある日。ベッジの弟グリムズビーが訪れ、金之助・ベッジ・ソータロにある計画を持ち掛ける。

## 登場人物
- 夏目金之助（夏目漱石）
演 - 野村萬斎
単身赴任でロンドンに勉強しに来た英語教師。ロンドンでの生活に戸惑いつつも、ベッジと接していくうちに心境に変化が訪れる。
- アニー・ペリン（ベッジ・パードン）
演 - 深津絵里
金之助の下宿先の使用人。イースト・エンド出身。なまりがひどく、「I beg your pardon?」（アイ・ベッグ・ユア・パードン）が「ベッジ・パードン」と聞こえたのでベッジと名付けられた。「H」を発音しない話し方で、「はなのあな（鼻の穴）」が「あなのあな」になってしまう。
- 畑中惣太郎（ソータロ）
演 - 大泉洋
金之助の下の階に住む日本人。英語が凄く堪能で、ネイティブにも褒められるほど。日本語で会話したい金之助に対し、英語で会話した方が英語を覚えるには良いと言って、日本語を話したがらない。
- グリムズビー
演 - 浦井健治
ベッジの弟。すぐに賭け事に手を出してしまう。

※以下、すべて浅野和之
- ハロルド・ブレット/サラ・ブレット
金之助の下宿先の主人夫婦。
- ケイト・スパロウ
サラ・ブレッドの妹。恋多き女性で、金之助に言い寄ってくる。
- ウィリアム・クレイグ
金之助に英文学を教えており、シェイクスピアの研究をしている。ソータローに陰で「ハゲ先生」と呼ばれている。
- ハモンド牧師/セントクレア婦人
クレイグの知人。日本人に興味があると、金之助を見物しに来る。普通にしている金之助を笑いだし、ソータロの怒りを買って追い払われる。
- ビクトリア女王
1901年に亡くなった女王。
- ブラットストリート警部
弾丸ロスを追いかけている警部。
- 弾丸ロス
色々な悪巧みをしている犯罪者。グリムズビーにある計画を持ち掛けた。
- ミスター・ジャック
ブレット家で飼われていた犬。すんごい口が臭い。
- モラン大佐
元軍人の老人。